# Sümeyya Sezer
Sümeyya Zeybek Sezer (ur. 2 kwietnia 1991) – turecka zapaśniczka walcząca w stylu wolnym. Zajęła piętnaste miejsce na mistrzostwach świata w 2010. Piąta na mistrzostwach Europy w 2013. Srebrna medalistka igrzysk śródziemnomorskich w 2013. Mistrzyni śródziemnomorska w 2011 i druga w 2012. Wicemistrzyni świata i Europy juniorów w 2008 roku.